# Saison 2 de Kangoo Juniors
Chronologie
Saison 1
Cet article présente la deuxième saison de la série télévisée Kangoo Juniors. C'est aussi la dernière saison produite pour la série

## Synopsis
La série Kangoo Juniors, dérivée du dessin animé Kangoo, suit les aventures de cinq jeunes kangourous passionnés de basket-ball. Ils sont scolarisés à School-Island où ils doivent faire face à leurs pires ennemis : la bande des Cinq.
Dans la saisons 2, les Kangoo Juniors accueillent une demoiselle Kangoo du nom d'Alex. Celle-ci s'avère être une vraie aventurière qui n'a peur de rien. La bande des Cinq n'est pas du tout réjouie de la voir et fait encore plus de bêtises, mais les Kangoo Juniors, plus solidaires que jamais, vont tout faire pour préserver la paix à School-Island.

## Distribution
- Roger Carel : M. Walter (le directeur de School Island) et voix diverses
- Brigitte Lecordier : Napo, Rox et Lady Daisy
- Franck Lascombe : Nelson, Robi et voix diverses
- Valérie de Vulpian : Tiffanie, junior et Mme Die
- Blanche Ravalec : Kevin, Mme Marth, Vip Vip et Miss Adelaïd
- Benoît Allemane : M. Django (Le père des Kangoo Juniors), M. Samy (le père de Tiffanie)
- Alexandre Aubry : Les frères Didi et Marcos
- Jean-Claude Montalban : Archie
- Guillaume Lebon : Quentin et voix diverses

## Personnages
- Napo : est toujours le chef de la bande et le capitaine, il n'a pas vraiment changé si ce n'est qu'il est un peu plus attentif à l'écoute de ses amis.
- Nelson : est toujours le génie de la mécanique, toujours aussi charmant et gentil avec ses camarades, il est un peu plus présent que dans la première saison.
- Kevin : est toujours la tête brûlée du groupe, il arrive tout de même à mieux se contrôler dans certaines situations.
- Archie : est toujours le plus intelligent et le meilleur élève de School Island, il semble avoir un faible pour Alex la Kangoo fille arrivée peu de temps avant sur l'Ile.
- Junior : toujours le plus jeune et le plus joyeux du groupe, il va devenir secrètement amoureux d'Alex la nouvelle venue sur l'Ile.
- Alex : est la nouvelle arrivée de School Island, elle est rousse aux yeux verts, elle possède un caractère assez « boute-en-train » et est ceinture bleu d'arts martiaux.
- Tiffany : toujours présente près des Kangoo Juniors et toujours fidèle au groupe, au départ elle ne va pas vraiment s'enchanter de l'arrivée d'Alex mais finira par devenir très amie avec elle.
- Lady Daisy : moins présente voir presque effacée de la seconde saison, elle semble toujours être secrètement amoureuse de Napo.
- Jimmy Mc Connor : il est toujours proche des Kangoo Juniors, contrairement à la première saison il n'aura plus de sentiment réciproque envers Tiffanie et va se rapprocher de Lady Daisy.
- Quentin : moins présent que dans la première saison, mais toujours fidèle aux Kangoo Juniors.
- Didi et Marcos : les deux jumeaux n'ont pas changé, ils sont toujours aussi insupportables et mènent toujours une vie d'enfer aux Kangoo.
- VipVip et Rox :  les filles du groupe toujours aussi soudées, surtout pour suivre les plans de Didi. Lors de rares occasions, elles sont amies avec Tiffany, Daisy et les Kangoo.
- Robi : lui semble quelquefois plus assagi que dans la première saison, mais en présence de Didi son esprit diabolique surgit toujours. Il semble aussi être plus peureux que dans la première saison.

## Production
À la suite des assez bons scores d'audience de la première saison de Kangoo Juniors, une deuxième saison est produite. 

## Liste des épisodes
1. La Copine des Kangoo
2. Les Délégués de classe
3. Le secret de Tiffanie
4. Monsieur Walter prend sa retraite
5. Chef-d'œuvre en péril
6. Allô à l'eau
7. Fusée sans pilote
8. Le Don de Junior
9. Le Petit Prof
10. Pluie d'argent à School-Island
11. Photo de groupe
12. Tous pour Horius
13. Marathon à School-Island
14. Bégonia
15. La Faucille d'or
16. Un galion sous les mers
17. La Lanterne magique
18. Alex est somnanbule
19. Miss Adélaïde perd la tête
20. Jeu, set et match
21. Le Gros Lot
22. Napo change de camp
23. Bébés Kangoo
24. Le Gouffre du diable
25. Le Concours d'inventions
26. Galère la régate
27. Le Casque d'argent
28. Un nouvel élève
29. Mariage au palais
30. Albert, le chat
31. Mon nom est Gong
32. Folie informatique
33. Big Boris en danger
34. Chefs d'Etat à School-Island
35. E.T ou pas E.T
36. La Grande Braderie
37. Pour les beaux yeux d'Alex
38. Sacré Titou !
39. Prévention routière
40. L'Élection de Mister School-Island
41. Le Monde à l'envers
42. Elixir de jeunesse
43. Alex et le Diplodocus
44. Le camping, c'est sympa
45. Le Fantôme d'Halloween
46. Croisière au soleil
47. Le Maître du jeu
48. Le Mystère de la licorne
49. Le Mogo des montagnes
50. Le Sauvetage d'Arthur
51. T.V School-Island
52. Dédoublement de personnalité

## Accueil critique
La saison 2 obtient de moins bon scores que la première. Un téléspectateur de la saison 1 trouve que la série a une « histoire étrange », un autre critique le fait qu'il n'y ait pas eu de « clin d’œil avec le dessin animé Kangoo » d'origine.